# Les Cabannes, Ariège
Les Cabannes är en kommun i departementet Ariège i regionen Occitanien i södra Frankrike. Kommunen ligger  i kantonen Les Cabannes som ligger i arrondissementet Foix. År 2022 hade Les Cabannes 330 invånare.

## Befolkningsutveckling
Antalet invånare i kommunen Les Cabannes
Referens: INSEE